# Saudyjczycy
Saudyjczycy – obywatele lub stali rezydenci Arabii Saudyjskiej. Około 90% struktury etnicznej społeczeństwa stanowią Arabowie, natomiast pozostałe 10% to Afro-Saudyjczycy – czarnoskórzy mieszkańcy Arabii Saudyjskiej pochodzący głównie z państw Afryki Zachodniej, w szczególności z Nigerii.
Według szacunków z 2020 roku Arabię Saudyjską zamieszkiwało ok. 85–92% muzułmanów; wyznawcy innych religii niż islam nie mogą posiadać saudyjskiego obywatelstwa.